# Phostria indigalis
Phostria indigalis là một loài bướm đêm trong họ Crambidae.